# François Marque
François Marque (Troyes, 31 de julio de 1983) es un futbolista francés. Juega de Defensor y actualmente está en el FC Le Mont de Suiza.

## Trayectoria
Se formó en las divisiones menores del Troyes, equipo de su ciudad natal. Luego pasó al Stade de Reims, donde jugó en la tercera división. Entre el 2002 y el 2004 jugó en la cuarta división con el RCS La Chapelle. 
Para la temporada 2004/05 volvió a la Championnat National (tercera división), esta vez al Libourne-Saint-Seurin. En él, sin embargo, no jugó ningún partido. A mediados del 2005 fichó por el FC Baulmes de la segunda división de Suiza. Tras jugar dos temporadas en dicho equipo, su buena performance hizo que el FC Basel lo contrate.
En febrero de 2010 regresó a Francia para jugar por el Grenoble Foot 38.
En agosto de 2011 ficha por el SC Bastia de la Ligue 2 de Francia.

## Clubes
| Club                     | País     | Año           |
| ------------------------ | -------- | ------------- |
| Stade de Reims           | Francia  | 2001          |
| RCS La Chapelle          | Francia  | 2002-2004     |
| FC Libourne-Saint-Seurin | Francia  | 2004-2005     |
| FC Baulmes               | Suiza    | 2005-2007     |
| FC Basel                 | Suiza    | 2007-2010     |
| Grenoble Foot 38         | Francia  | 2010-2011     |
| SC Bastia                | Francia  | 2011-2013     |
| 1. FC Saarbrücken        | Alemania | 2013-2014     |
| Amiens SC                | Francia  | 2014-2015     |
| Istres                   | Francia  | 2015          |
| FC Le Mont               | Suiza    | 2016-presente |

## Palmarés
| Título           | Club      | País    | Año  |
| ---------------- | --------- | ------- | ---- |
| Copa Suiza       | FC Basel  | Suiza   | 2008 |
| Super Liga Suiza | FC Basel  | Suiza   | 2008 |
| Ligue 2          | SC Bastia | Francia | 2012 |